# Tatort: Kennwort Gute Reise
Kennwort Gute Reise ist ein Fernsehfilm aus der Fernseh-Kriminalreihe Tatort der ARD und des ORF. Der Film wurde vom HR produziert und am 10. Dezember 1972 zum ersten Mal gesendet. Es ist die 24. Folge der Tatort-Reihe, der dritte Fall für Kommissar Konrad (Klaus Höhne), der hier von seinem Assistenten Robert Luck (Horst A. Reichel) unterstützt wird. Konrad und Robert ermitteln in einem Fall von Geldraub.

## Handlung
Die Freunde Rudi, Fred und Jürgen, die sich mit Gelegenheitsjobs über Wasser halten, träumen vom großen Geld, und planen einen Geldtransport zu überfallen. Die Transportfahrer Seibert und Friese haben bei früheren Fahrten das Gefühl, beobachtet und von verschiedenen PKWs verfolgt worden zu sein, und teilen ihren Verdacht der Polizei mit. Konrads Assistent Robert begleitet die nächste Fahrt, doch werden er und die Fahrer von dem Trio ausgetrickst, und die Freunde entkommen mit etwa 750.000 Mark. Um nicht mit der Beute geschnappt zu werden, vergraben sie diese, bis auf 3000 Mark für Fred, nahebei im Wald.
Alles klappt wie geplant. Die drei fabrizieren Alibis, und die Polizei hat keine Spur. Jedoch wird Rudi misstrauisch, dass Fred wegen dessen ständiger Geldnot das Geld allein, und vor der verabredeten Ruhezeit, ausgraben wird. So fährt er mit Jürgens Wagen in den Wald und gräbt das Geld aus. Dabei wird er von einem Förster gesehen, den er überfährt. Damit nimmt das Unheil seinen Lauf.
Der Förster ist nur verletzt und merkt sich die Autonummer. Als Jürgen den Wagen als gestohlen meldet, wird die Polizei aufmerksam. Robert folgt ihm bis in die Bar von Gerda Martin, wo er sich mit Fred und Rudi trifft. Konrad glaubt nicht an die Alibis der drei und nimmt sie in die Zange. Gerda gibt Rudi ein falsches Alibi für den Unfall mit dem Förster, verlangt aber 200.000 Mark von der Beute, damit sie den Mund hält. Rudi beauftragt Fred Gerda umzubringen und verspricht ihm, dafür seinen Anteil sofort postlagernd mit Kennwort ans Hauptpostamt nach München zu schicken. Fred will erst nicht so richtig, aber nachdem Rudi das Päckchen abschickt, erklärt er sich einverstanden. Er soll Gerda umbringen, und dann das Kennwort per Telefon erfahren.
Fred geht zu Gerda, aber anstatt sie umzubringen, schlägt er ihr vor, Rudi auszutricksen, indem ihr Verschwinden vorgetäuscht wird und dann beide mit dem postlagernden Geld abhauen. Gerda geht zum Schein darauf ein, hat aber gleichzeitig ihre alten Freunde Sielmann und Leibel auf Rudi angesetzt. Die prügeln das Kennwort „Gute Reise“ aus ihm heraus und nehmen den größten Teil der Beute, den Rudi bei sich zu Hause versteckt hatte, mit. Rudi packt dann bei der Polizei aus und Fred wird im Münchner Hauptpostamt verhaftet, als er das Päckchen abholt. Sielmann hat den Rest der Beute in der Schweiz auf ein Nummernkonto eingezahlt. Bei der Rückkehr wird er an der Grenze angehalten, aber entzieht sich der Verhaftung, in dem er mit seinem Opel Admiral durchfährt und mit hoher Geschwindigkeit flieht. In einer Kurve fährt er auf einen Kranwagen auf und verbrennt im Auto. Er nimmt die Bankinformation mit ins Grab, so dass das Geld für immer in der Schweiz verschwunden bleibt.

## Sonstiges
Diese ist eine der sehr seltenen Tatort-Folgen, in welcher nicht in einem Tötungsdelikt ermittelt wird. Der einzige Tote hier ist das Unfallopfer Sielmann, ganz am Schluss.
Diese Folge wurde unter dem Titel Banküberfall als VHS-Kassette vermarktet.